# Parelketting (sieraad)

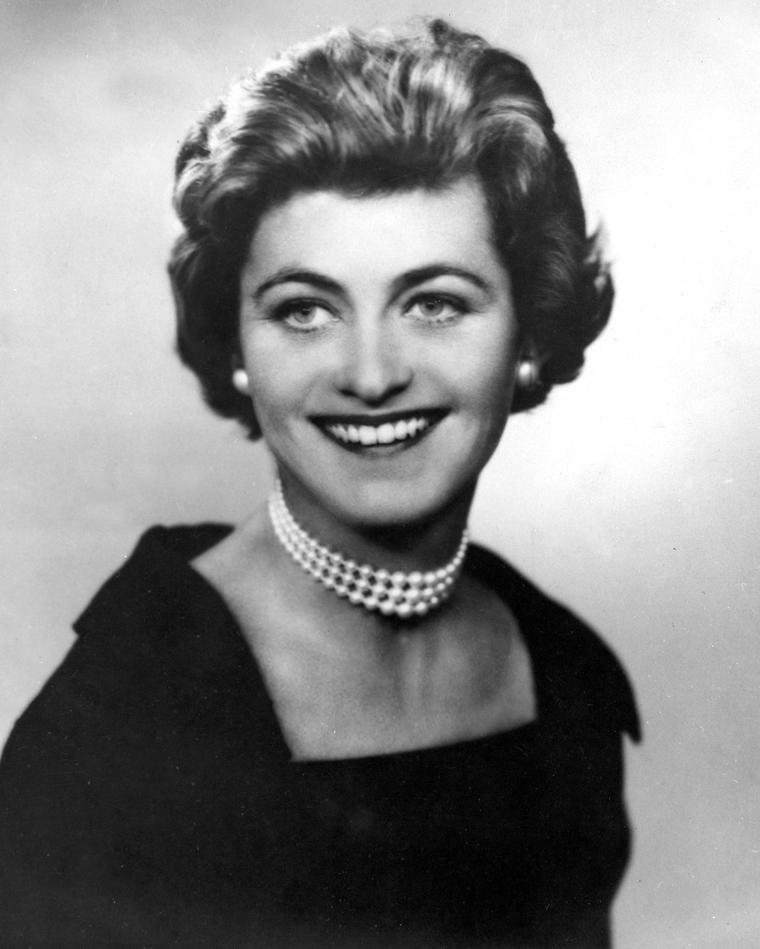
Jean Kennedy met een parelketting.

Een parelketting of parelsnoer is een halsketting die bestaat uit een eenvoudig snoer met daaraan een grote rij parels geregen. Tussen elke parel zit gewoonlijk een knoopje. Dit zorgt er voor dat bij een eventuele breuk niet alle parels op de grond vallen en voorkomt dat de parels langs elkaar schuren en daardoor slijten.Het is een klassiek sieraad dat door vrouwen veel wordt gedragen. Het dragen van een parelketting geldt van oudsher als uiting van luxe en welvaart, omdat parels vooral vroeger behoorlijk duur waren. Daarnaast geldt de parelketting als sierlijk en zeer vrouwelijk met zijn matglanzende dofwitte kleur en ronde gladde vorm. Hierdoor wordt de parelketting ook vaak gedragen als onderdeel van de bruidskleding.